# Биобутанол
Биобутанол — спирт бутиловый, изготовленный из биомассы, используемый как биотопливо или биокомпонент топливa. Перспективный вид топлива, который может быть использован в карбюраторном и инжекторном двигателе внутреннего сгорания как в чистом виде, так и в смесевом топливе. Может использоваться в неизменном бензиновом двигателе. В отличие от этанола, биобутанол является более калорийным и менее затратным в производстве, и, как биоэтанол, биобутанол можно производить из кукурузы, пшеницы, сахарной свеклы, сахарного тростника, сорго, кассово и ячменя. Биобутанол получают из растительного сырья путем ферментации, или в процессе используются бактерии Clostridium acetobutylicum.
С 2003 г. две крупнейшие транснациональные корпорации DuPont и British Petroleum (BP) — объявили свое трехлетнее сотрудничество над проектом создания нового вида биотоплива — биобутанола из возобновляемого сырья. Изготовление в Британии будет налажено совместно с British Sugar. В 2006 г. компаниями ВР и DuPont были обнародованы результаты топливных тестов по использованию бутанола в качестве транспортного топлива: — 16%-ная бутанольно-бензиновая смесь, по своим характеристикам аналогичная 10%-ной этанольно-бутанольно-бензиновой смеси с более высокими концентрациями. положительные результаты;
— удельная энергия биобутанола аналогична этому же показателю для бензинов;
— Бутанольно-бензиновые смеси не дают фазового разделения в присутствии воды.
Использование биобутанола в качестве топлива имеет свои преимущества:
биобутанол может добавляться в более высоких концентрациях, чем биоэтанол, при использовании в стандартных автомобильных двигателях;
хорошо подходит для современных транспортных средств и двигателей;
в присутствии воды смесь, содержащая биобутанол, в меньшей степени подвержена расслоению, чем смеси этанола/бензина, и поэтому это позволяет использовать существующую инфраструктуру дистрибуции, не требуя модификаций установок для смешивания, хранилищ или заправок;
в отличие от метанола, бутанол не обладает коррозионным свойством, поэтому не требует значительного изменения двигателей внутреннего сгорания и обслуживающей инфраструктуры;
в отличие от существующих биотоплив, биобутанол потенциально может быть транспортирован по трубопроводам; то есть он может быть быстро добавлен в бензин.
Ученые из Университета Тулейн нашли способ конвертировать газеты и другие растительные материалы в автомобильное топливо. Это исследование показало способ получения бутанола непосредственно из целлюлозы.
Основная причина, по которой не знают о бутаноле как альтернативном топливе, является то, что производство этого продукта никогда не считалось экономически целесообразным. Его использовали в основном в качестве промышленного растворителя, цена которого превышает примерно в три раза цену газа.

## Достоинства
Существует несколько преимуществ при использовании бутанола в качестве моторного топлива по сравнению с этанолом .
Молекула бутанола состоит из четырех атомов углерода (по сравнению с двумя атомами в этаноле), соответственно, более развитый углеродный скелет молекулы дает больше энергии при сжигании вещества.
Бутанол менее летуч по сравнению с этанолом, поэтому его смеси могут на 100 % использоваться в двигателях внутреннего сгорания без их модификации.
Бутанол не столь гигроскопичен, как этанол, поэтому может транспортироваться по существующим трубопроводным сетям, и он менее чувствителен к снижению температуры.
| Топливо   | Плотность энергии | смесь воздуха с топливом | Удельная энергия смеси воздуха с топливом | Удельная теплота испарения | Октановое число (RON) | Октановое число (MON) |
| --------- | ----------------- | ------------------------ | ----------------------------------------- | -------------------------- | --------------------- | --------------------- |
| Бензин    | 32 МДж/л          | 14.6                     | 2.9 МДж/кг воздух                         | 0.36 МДж/кг                | 91-99                 | 81-89                 |
| Бутанол-1 | 29.2 МДж/л        | 11.1                     | 3.2 МДж/кг воздух                         | 0.43 МДж/кг                | 96                    | 78                    |
| Этанол    | 19.6 МДж/л        | 9.0                      | 3.0 МДж/кг воздух                         | 0.92 МДж/кг                | 107                   | 89                    |
| Метанол   | 16 МДж/л          | 6.4                      | 3.1 МДж/кг воздух                         | 1.2 МДж/кг                 | 106                   | 92                    |